# Биезайс, Артур
Арту́р Бие́зайс (латыш. Artūrs Biezais; 8 ноября 1986, Рига) — латвийский футболист, вратарь и тренер клуба МЕТТА/Латвийский университет.

## Карьера
Свою футбольную карьеру Артур Биезайс начал в клубе «Рига», в составе которого он и дебютировал в Высшей лиге Латвии. После банкротства клуба в 2008 году, он побывал на просмотре в клубе «МЕТТА/Латвийский университет», но позже всё-таки присоединился к «Юрмале-VV».
В январе 2010 года Артур Биезайс побывал на просмотре в литовском клубе «Банга», но закрепиться там ему не удалось.
В начале августа 2011 года Артур Биезайс перешёл в юрмальский «Спартак» из Первой лиги.
После окончания сезона 2011 года, Артур Биезайс побывал на просмотре в Болгарии, а в феврале 2012 года присоединился к рижскому клубу «МЕТТА/Латвийский университет», где также будет выполнять роль тренера вратарей.